# Герб Каменя-Каширського
Герб Ка́меня-Каши́рського — офіційний символ міста Камінь-Каширський, районного центру Волинської області. Затверджений 14 вересня 1996 сесією Камінь-Каширської районної ради.

## Опис герба
Гербовий щит має форму чотирикутника з півколом в основі. У синьому полі — стилізований зелений пагорб, на якому стоїть срібна фортеця, символічно зображена мурами з трьома вежами і відчиненою брамою. Під пагорбом — вузька смужка синього кольору, нижче — зелена смуга, обрамлена двома срібними каймами. В основі щита — синє поле, на якому зображено три срібних квітки латаття білого (центральна — нижче за дві інші).
Щит обрамлений декоративним картушем і увінчаний срібною мурованою міською короною.

## Значення символів
Кольори:
- синій — символ неба, простору, води;
- зелений — символ землі, лісів, боліт і луків, характерних для природи Полісся;
- срібний (метал) — символ чистоти, довершеності, міцності, слави.

Символічно зображена мурами з трьома вежами і відкритою брамою срібного кольору фортеця взята із трансформованих у символи слів — складових назви міста:
- Камінь — твердиня кам'яна споруда, фортеця, замок;
- Каширський — кошера, кошара, загородь для худоби.

У географічному аспекті замок дуже вдало розташований у важкодоступному місці — на пагорбі, який омивається річкою Цир і прилеглим до неї болотом (сьогоднішня територія парку) та викопаними ровами, які не збереглись. Таке місце розташування замку надало можливість контролювати два головні шляхи. Камінь-Каширський замок став форпостом в системі оборонних укріплень, які мали стратегічне значення для захисту земель Волинського князівства 13-14 ст.
Це стало основною умовою для зображення нижньої частини герба мовою символів.
«Замок» з «кошерою» на гербі ніби оточені водою (вузька смужка синього кольору). Ця смужка — умовне позначення річки Цир і ровів, яка межує із зеленою смугою (символізує землю, болото і ліси навколо замку). Зелена смуга обрамлена двома срібними срібними каймами, яка символізує два головних шляхи, що проходять біля замку.
Три срібних квітки латаття білого на синьому полі створюють образ багатої на воду місцевості.